# Kristine Kunce
Kristine Kunce, znana również jako Kristine Radford (ur. 3 marca 1970) – australijska tenisistka.
Zwyciężczyni sześciu turniejów w grze podwójnej cyklu WTA a także sześciu turniejów w grze pojedynczej i piętnastu w grze podwójnej rangi ITF. Jej największe osiągnięcia w karierze to IV runda singla wielkoszlemowego turnieju w Wimbledonie w 1994 roku oraz dwa półfinały w deblu, w Wimbledonie w 1994 i US Open w 1995 roku.
Sklasyfikowana na 45 miejscu singlistek i 25 miejscu deblistek w światowym rankingu WTA.

## Finały turniejów WTA
| Legenda                | Legenda |
| ---------------------- | ------- |
| Wielki Szlem           |         |
| Igrzyska olimpijskie   |         |
| WTA Tour Championships |         |
| 1988 – 2008            |         |
| Kategoria I            |         |
| Kategoria II           |         |
| Kategoria III          |         |
| Kategoria IV           |         |
| Kategoria V            |         |

## Wygrane turnieje rangi ITF
| turnieje z pulą nagród 100 000 $ |
| turnieje z pulą nagród 75 000 $  |
| turnieje z pulą nagród 50 000 $  |
| turnieje z pulą nagród 25 000 $  |
| turnieje z pulą nagród 15 000 $  |
| turnieje z pulą nagród 10 000 $  |

### Gra pojedyncza
|    | Data       | Turniej  | Kat. | ($)    | Naw.      | Finalistka          | Wynik         |
| 1. | 08/08/1988 | York     | ITF  | 10 000 | twarda    | Teri Whitlinger     | 7:5, 2:6, 6:2 |
| 2. | 15/10/1990 | Kioto    | ITF  | 10 000 | twarda    | Rika Hiraki         | 6:7, 6:3, 6:3 |
| 3. | 29/10/1990 | Saga     | ITF  | 25 000 | trawiasta | Yael Segal          | 6:3, 7:5      |
| 4. | 18/02/1991 | Wodonga  | ITF  | 10 000 | trawiasta | Ros Balodis         | 6:1, 4:6, 6:3 |
| 5. | 11/03/1996 | Canberra | ITF  | 10 000 | trawiasta | Tamarine Tanasugarn | 6:4, 6:0      |
| 6. | 25/03/1996 | Albury   | ITF  | 10 000 | trawiasta | Tamarine Tanasugarn | 6:2, 6:1      |